# 莫德倫峰

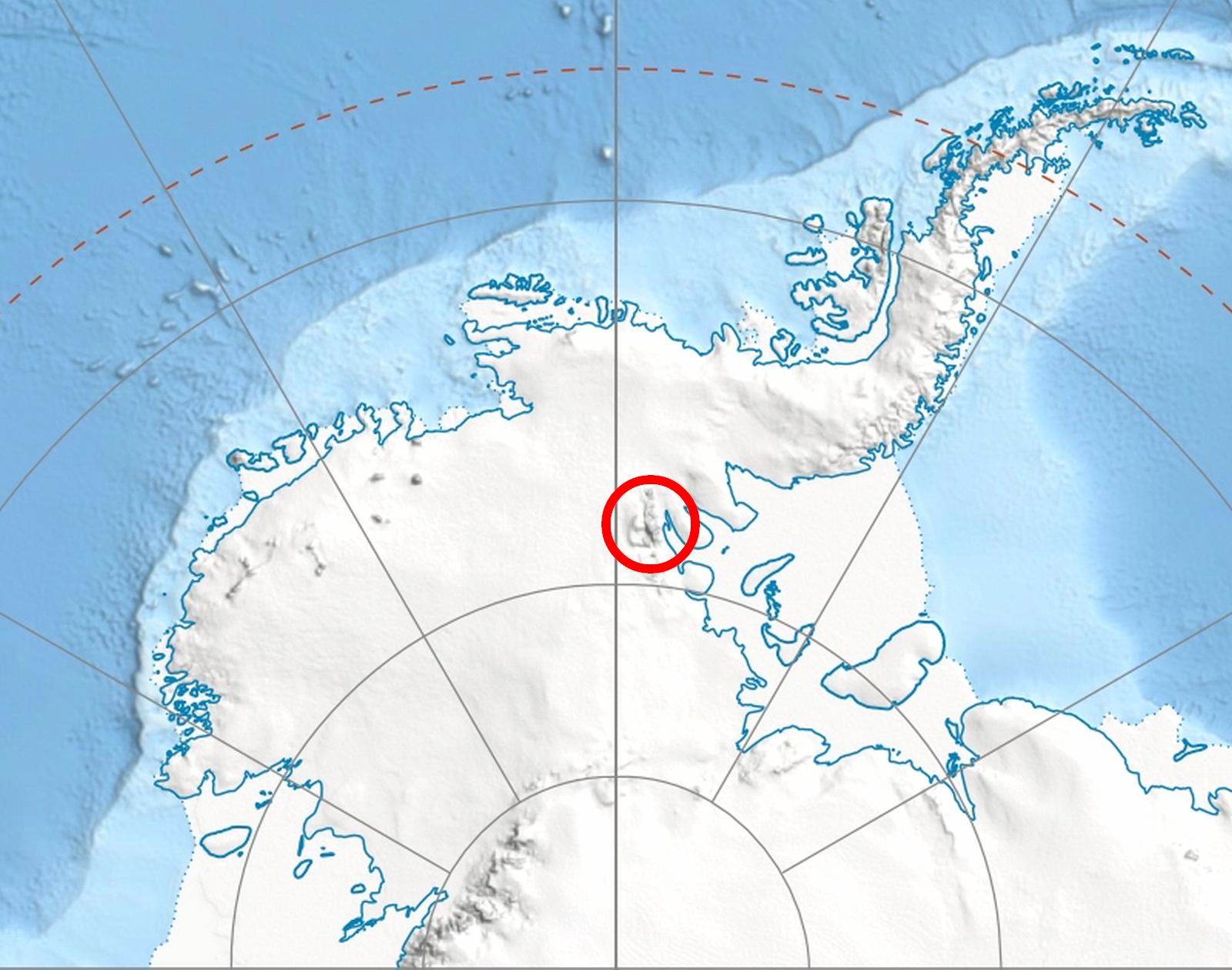

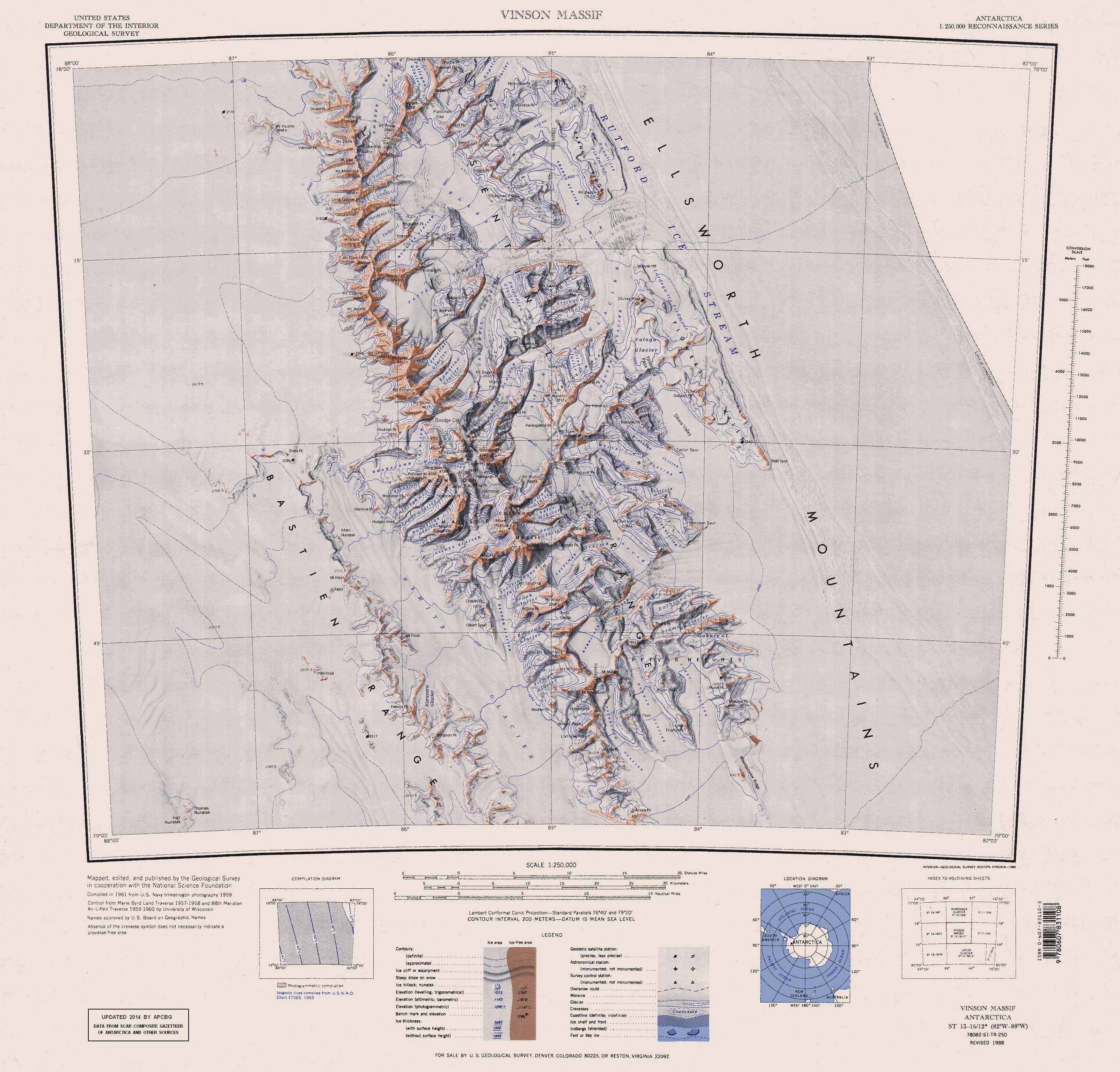

莫德倫峰（英語：Modren Peak），是南極洲的山峰，位於埃爾斯沃思地，處於因德比岑山西南面4.3公里、派里斯泰拉峰西北面5.35公里和伯格森峰東北面16.34公里，屬於歐文嶺的一部分，海拔高度1,900米，現時由南極條約體系管理。